# Anna Kiesewetter
Anna Kiesewetter (ur. 4 września 1946 w Łodzi) – polska pisarka, poetka, animatorka kultury, córka kompozytora i dyrygenta Tomasza Kiesewettera.

## Życiorys
Studiowała w Paryżu, Warszawie i w Łodzi. W roku 1974 ukończyła filologię polską na Uniwersytecie Łódzkim, specjalizując się z teorii sztuki pod kierunkiem profesora Bolesława Lewickiego. W latach 1974–1989 pracowała w Teatrze Nowym w Łodzi w charakterze konsultanta literackiego, między innymi za drugiej dyrekcji Kazimierza Dejmka. W latach 1989–2004 prowadziła bibliotekę naukową oraz Klub UNESCO w Łódzkim Domu Kultury. Od 2004 roku pełni funkcję redaktora naczelnego czasopisma „W Kręgu Literatury”, jest prezesem Oddziału Łódzkiego Związku Literatów Polskich.
Debiutowała w 1969 roku w Filharmonii Łódzkiej trzema pieśniami symfonicznymi pod wspólnym tytułem „Tryptyk”, do muzyki swojego ojca, Tomasza Kiesewettera. Współpracowała z takimi czasopismami, jak: „Odgłosy”, „Kalejdoskop”, czy „Nowy Wyraz”. Opublikowała tam ponad 200 felietonów, artykułów i recenzji teatralnych. W portalu internetowym Reymont pisała recenzje filmowe i teatralne. Teatr BAT w Bełchatowie wystawił jej sztuki „Reflektor w ciemność” i „Dziś gramy Hamleta” w reżyserii Marcela Szytenchelma. Radio Łódź w ramach Teatru Polskiego Radia emitowało jej słuchowiska.

## Twórczość

### Powieści
- Ostatni wywiad z Tatą, Wydawnictwo Astra 1997, ISBN 83-85674-74-8.
- Upalne lato wielkiego miasta, czyli rzecz o Łodzi, Wydawnictwo Astra 2000, ISBN 83-85674-89-6.
- Opowieści celtyckie, Wydawnictwo Astra 2001, ISBN 83-85674-93-4.
- oraz tomik wierszy Zaułek upadłych Aniołów, Wydawnictwo Astra 2005, ISBN 83-89727-11-0.
- Wariatki
- On
- Krajobraz romantyczny z księżycem w tle
- Pod wiatr

### Tomiki wierszy
- Sennik intymny
- Szczep winny
- Kryształowa kula
- Podróżowanie nocą.